# Seznam kaunaských biskupů a arcibiskupů

## Biskupstvížmuďskéazemgalské
- 1218–1224: Bernhard zur Lippe, O.Cist. (okolo 1140/50–1224)
- 1224–1231: Lambert († někdy mezi 1227–1234)

## Biskupstvízemgalské
- 1232–1236: Balduin von Alna, O.Cist. († 1243)
- 1246–1247: Arnold, O.Cist. († nejdříve 1261)
- 1247–1251: Heinrich von Lützelburg, O.F.M. († 1274)

## Biskupstvížmuďské
- 1417–1422: Motiejus I. Vilnietis († 1453)
- 1423–1434: Mikalojus I. Trakiškis
- 1434–1435: Petras iš Lvovo
- 1436–1439: Jokubas Trakiškis (Vilnietis)
- 1440–1453: Baltramiejus I. Pultuskietis
- 1453–1464: Jurgis Vilnietis
- 1464–1470: Motiejus II. Topolietis
- 1471–1482: Baltramiejus II. Svirenkavičius
- 1483–1492: Martynas I. iš Žemaitijos
- 1492–1515: Martynas II. Lintfaras
- 1515–1529: Mikołaj Radziwiłł
- 1529–1531: Jurgis Talaitis
- 1531–1533: Mikalojus III. Vizgaila (Viežgaila)
- 1534–1555: Vaclovas Virbickis
- 1556–1563: Jonas Domanovskis
- 1564–1564: Stanislovas Narkuskis
- 1565–1567: Viktorinas Virbickis († 1586)
- 1567–1574: Jurgis Petkūnas Petkevičius
- 1576–1609: Merkelis Giedraitis
- 1610–1618: Mikalojus Pacas († 1624)
- 1618–1626: Stanislovas Kiška
- 1627–1631: Abraomas Voina († 1649)
- 1631–1633: Merkelis Elijaševičius Geišas
- 1633–1649: Jurgis Tiškevičius († 1656)
- 1649–1659: Petras Parčevskis
- 1660–1667: Aleksander Kazimierz Sapieha († 1671)
- 1667–1695: Kazimieras Pacas
- 1695–1708: Jonas Jeronimas Krišpinas
- 1710–1713: Jonas Mikalojus Zgierskis
- 1715–1715: Povilas Pranciškus Sapiega, O.Cist.
- 1716–1735: Aleksandras Gorainis
- 1736–1739: Juozapas Mykolas Karpis
- 1740–1762: Antanas Tiškevičius
- 1762–1778: Jonas Dominykas Lopacinskis
- 1778–1802: Steponas Jonas Giedraitis († 1803)
- 1802–1838: Juozapas Arnulfas Giedraitis
- 1838–1844: Simonas Mykolas Giedraitis (apoštolský administrátor)
- 1844–1849: Jonas Krizostomas Gintila (apoštolský administrátor)
- 1849–1875: Motiejus Valančius (Maciej Kazimierz Wołonczewski)
- 1875–1883: Aleksandras Beresnevičius (apoštolský administrátor)
- 1883–1908: Mieczyslaw Leonard Pallulon
- 1910–1913: Gaspare Feliciano Cyrtowt
- 1914–1926: Pranciškus Karevičius, M.I.C.

## Arcibiskupové kaunaští
- 1926–1959: Juozapas Skvireckas
- 1965–1979: Juozas Matulaitis-Labukas (apoštolský administrátor)
- 1979–1988: Liudas Povilonis, M.I.C. (apoštolský administrátor)
- 1988–1989: Juozas Preikšas (apoštolský administrátor)
- 1989–1996: Vincentas Sladkevičius, M.I.C.
- 1996–2015: Sigitas Tamkevičius, SJ
- 2015–2019: Lionginas Virbalas, SJ
- od 2020: Kęstutis Kėvalas